# مربی مهدکودک (فیلم ۲۰۱۸)
مربی مهدکودک (انگلیسی: The Kindergarten Teacher) فیلمی در ژانر درام است که در سال ۲۰۱۸ منتشر شد. از بازیگران آن می‌توان به مگی جیلنهال، رزا سلزار، گائل گارسیا برنال، و مایکل چرنوس اشاره کرد.